# Claude Courtépée
Claude Courtépée, né le 23 janvier 1721 à Saulieu et mort le 11 avril 1781, est un abbé et historien français.

## Biographie
Claude Courtépée est un grand historien de Bourgogne et plus particulièrement du Morvan. Il naît à Saulieu où son père était tanneur. Destiné à l'état ecclésiastique, il étudie le droit et est reçu bachelier à la faculté de Dijon. Il entre ensuite au séminaire et est ordonné prêtre (il est curé de la paroisse Saint-Pierre d'Autun en 1754). Il s'oriente vers l'enseignement, est nommé professeur et préfet des études au collège des Godrans à Dijon.

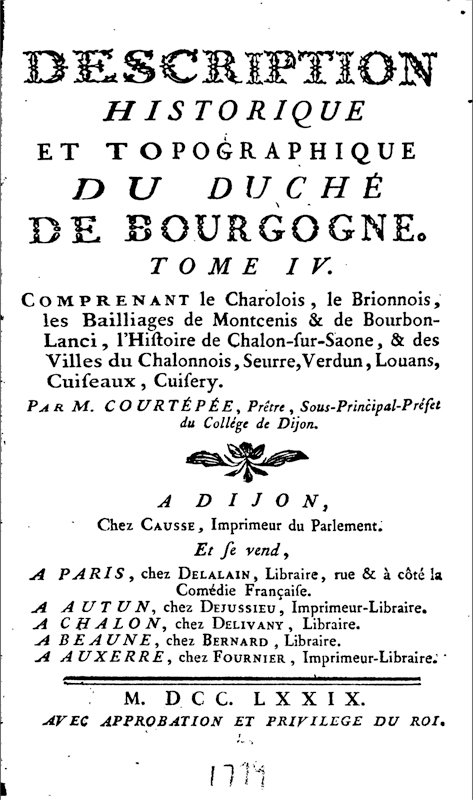
Couverture du Tome IV de la Description historique et topographique du Duché de Bourgogne.

Passionné d'histoire et de géographie, il écrit les annales de sa province. Le premier volume de la Description générale et particulière du Duché de Bourgogne parut en 1774. Cinq autres paraissent dans les six années qui suivirent, et le tome sept posthume en 1785. Il rédige également une histoire abrégée sur le même sujet. Dévoué à la connaissance, il entreprend la correction du Dictionnaire géographique portatif appelé « Le Vosgien ». Il a considérablement enrichi la partie géographie du Supplément à l’Encyclopédie de Diderot et D’Alembert.
Travailleur acharné, il entreprend de nombreux voyages et enquêtes, à l'aide de correspondants il accumule les renseignements historiques, géographiques, archéologiques, économiques, topographiques. Aujourd'hui encore, son œuvre est considérée comme une référence, même si elle n'est pas exempte de quelques erreurs ou approximations.